# UFC 187
UFC 187: Johnson vs. Cormier fue un evento de artes marciales mixtas celebrado por Ultimate Fighting Championship el 23 de mayo de 2015 en el MGM Grand Garden Arena, en Las Vegas, Nevada.

## Historia
El evento estelar contó con un combate por el campeonato de peso semipesado entre Anthony Johnson y Daniel Cormier. El evento estelar original contaba con el campeón Jon Jones defendiendo su título frente a Johnson, pero el 28 de abril el campeón Jon Jones al haber tenido un accidente automovilístico del que se había dado a la fuga, la UFC decidió despojarle de su título. Como resultado Cormier fue retirado de su combate con Ryan Bader que tenía programado en UFC Fight Night 68, para enfrentarse en un combate contra Johnson por el campeonato vacante de peso semipesado .
El evento coestelar contó con un combate por el campeonato de peso medio entre el actual campeón Chris Weidman y Vitor Belfort.
Khabib Nurmagomedov tenía previsto enfrentarse a Donald Cerrone en el evento. Sin embargo, el 30 de abril se anunció que Nurmagomedov se había lesionado la rodilla, y John Makdessi lo reemplazaría.

## Resultados
1. ↑  Por el Campeonato Vacante de Peso Semipesado de UFC.
2. ↑  Por el Campeonato de Peso Medio de UFC.

## Premios extra
Cada peleador recibió un bono de $50,000.
- Pelea de la Noche: Travis Browne vs. Andrei Arlovski
- Actuación de la Noche: Daniel Cormier y Chris Weidman